# George Kempf
George Rushing Kempf (* 12. August 1944 in Globe, Arizona; † 16. Juli 2002 in Lawrence, Kansas) war ein US-amerikanischer Mathematiker, der sich mit algebraischer Geometrie und Darstellungstheorie algebraischer Gruppen befasste.

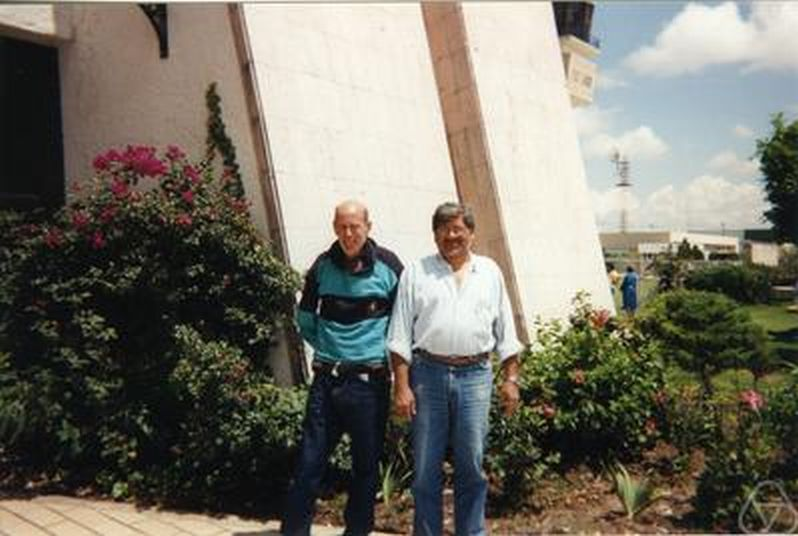
George Kempf (links) mit Sevin Recillas, Mexiko-Stadt (1990er-Jahre)

## Leben
Kempf studierte an der Johns Hopkins University mit dem Bachelor-Abschluss sowie an der University of Illinois at Urbana-Champaign und wurde 1970 bei Steven Kleiman an der Columbia University promoviert (The singularity of certain varieties in the Jacobean of a curve). In seiner Dissertation analysierte er die Singularitäten von Untervarietäten der Jacobi-Varietät einer algebraischen Kurve durch r-faches Hinzufügen der Kurve zu sich selbst in der Jacobi-Varietät (Riemann-Kempf-Singularitätensatz).
Er war Professor an der Johns Hopkins University. Dort wurden ihm zu Ehren die Kempf Memorial Lectures gestiftet.

## Schriften
- Complex abelian varieties and theta functions, Springer Verlag 1991
- Algebraic Varieties, Cambridge University Press 1993
- mit David Bryant Mumford, F. Knutsen, B. Saint-Donat: Toroidal embeddings, Band 1, Lecture Notes in Mathematics, Springer Verlag 1973
- On the geometry of a theorem of Riemann, Annals of Mathematics, Band 98, 1973, S. 178–185 (Singularitätensatz von Riemann und Kempf)
- On Algebraic Curves, Journal für die Reine und Angewandte Mathematik, Band 295, 1977, S. 40–48 (neuer Beweis des Satzes von Riemann-Roch), Online
- mit Linda Ness: The length of vectors in representation spaces, in: Algebraic geometry (Proc. Summer Meeting, Univ. Copenhagen, Copenhagen, 1978), Lecture Notes in Math., 732, Springer-Verlag, 1979,  S. 233–243
- Linear systems on homogeneous spaces, Annals of Mathematics, Band 103, 1976, S. 557–591 (Verschwindungssatz von Kempf)[2]
- Schubert methods with an application to algebraic curves, Vorlesungsskript, Mathematisches Zentrum Amsterdam 1971
- Abelian Integrals, Autonome Nationale Universität Mexiko 1983